# ماریو برک

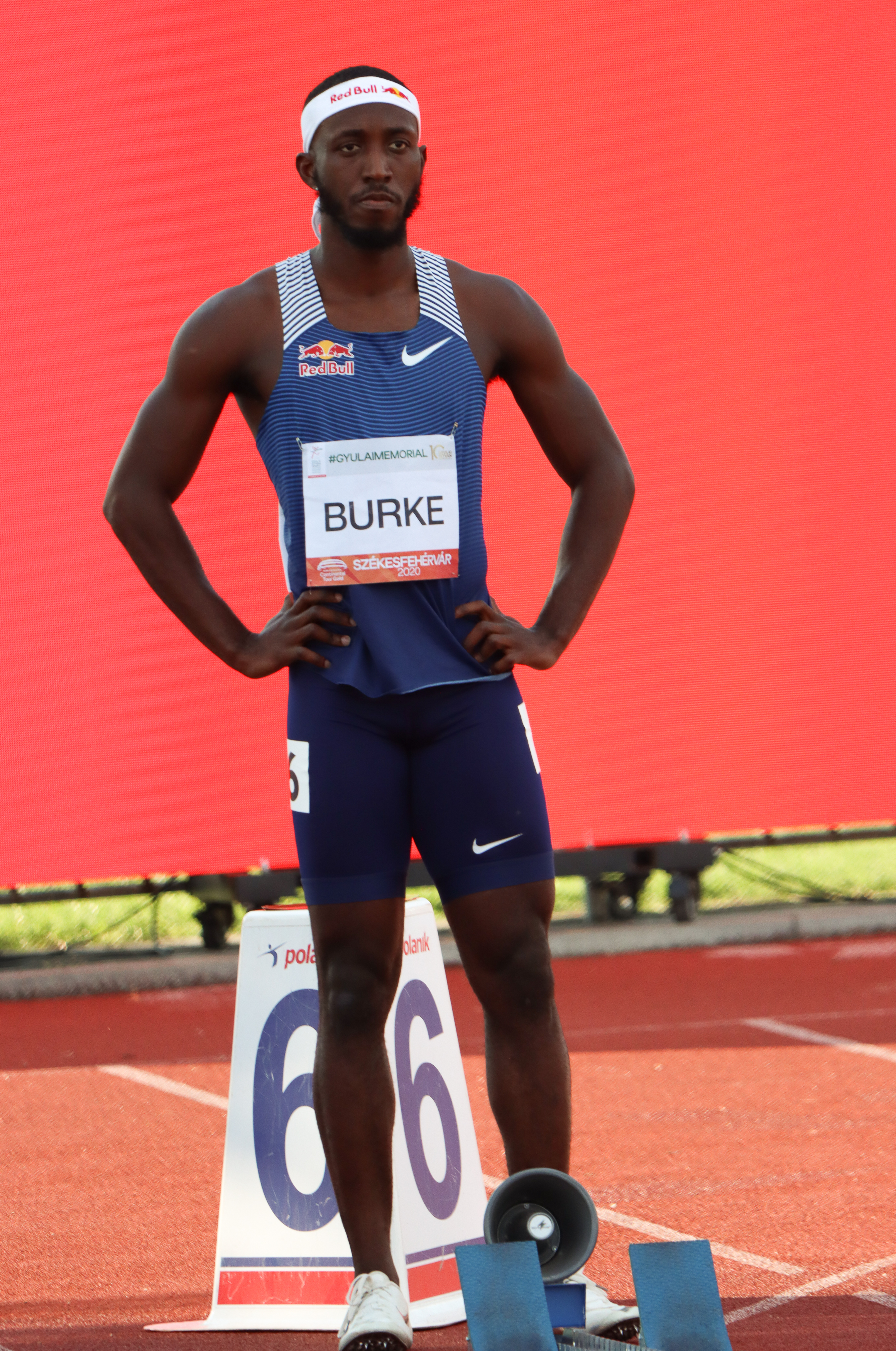
ماریو برک در سال ۲۰۲۰

ماریو برک (انگلیسی: Mario Burke؛ زادهٔ ۱۸ مارس ۱۹۹۷) دونده اهل باربادوس است.